# Asterinothyrium
Asterinothyrium är ett släkte av svampar. Asterinothyrium ingår i divisionen sporsäcksvampar och riket svampar.